# 四川省立第二女子師範學校
四川省立第二女子師範學校是民國時期重慶的一所女子師范學校，簡稱“二女師”。民國三年(1914年)由四川巡按使陳廷傑倡議興辦，指撥川東道庫發商生息銀5萬兩為開辦費，地點在重慶臨江門牛皮凼文廟后山(今重慶二十九中所在地)
首任校長吳季昌，以“勤、樸、宏、毅”為校訓。訓育標準是：自治、自立、儉樸、誠實、禮貌。

## 历史
初為五年制師範，預科一年，本科四年。1915年附設保姆講習科、小學及幼稚生組。1922年改行新制，分前、後期師範，修業各三年，並附設初中班。1924年續辦普通高中斑。1927年只辦三年制後朗師範。1929年開辦幼稚師範講習科和重慶市成年婦女補習學校(1930年分出，成為四川省重慶女子初級職業學校)。
1935年更名為四川省立重慶女子師範學校(簡稱渝女師)。1936年停辦普通初、高中班。1939年因避日機空襲遷江津縣白沙鎮溜馬崗，1946年遷回重慶原址。1949年8月，省立北碚師範部分師生併入。
1950年更名為重慶市女子師範學校。1952年女師音樂科、美術科併入重慶市立師範學校。1954年9月18日，與重慶市第一師範學校、西南師範學院附屬中學師範班合併組建重慶市師范學校（校址在北碚團山堡）。
1958年更名為四川省重慶第一師範學校。后調出部分師生成立四川省重慶第二師範學校（原市中區桂花園）、四川省重慶第三師範學校（原巴縣新發鄉） 。

## 歷任校長
- 吳季昌，字權奇。首任校長
- 饒際雲，字冕南。[4]
- 鄧懋修，重庆巴县人
- 周家楨，字文欽
- 胡鶴珍，熊胡式清
- 伍心言，字家声，号应奎，四川内江人
- 蒙裁成，字公甫，號君弼，四川鹽亭人
- 黄尚毅，字仲笙，四川綿竹人，民國十四年（1925年）
- 楊淑明
- 曾紀瑞，字吉芝。民國廿二年（1933年）-民國廿五年（1936年）
- 唐若蘭，字雋德。[5]
- 龍守賢，字幫俊
- 孫繼緒